# Takashina no Takako
Takashina no Takako (高階貴子 talvolta letto Takashina no Kishi, conosciuta anche come Gidōsanshi no haha (仪同三司母, la madre del Gran Ministro Onorario) o come Kō no Naishi (高内議); ... – 996) è stata una poeta giapponese waka del medio periodo Heian.
È considerata una delle trentasei poetesse immortali. Una delle sue poesie è stata inclusa nell'Ogura Hyakunin Isshu.

## Biografia
Era la figlia di Takashina no Naritada.
Era comunemente conosciuta con il nome di Kō no Naishi (高内侍), o come Gidō Sanshi no Haha (儀同三司母, madre del Gran Ministro Onorario). Il primo è una combinazione del primo carattere del suo cognome patronimico - taka o kō - e della sua posizione al servizio dell'imperatore En'yū, naishi, mentre il secondo è riferito al titolo ufficiale (儀同三司, Gidōsanshi) di suo figlio, Fujiwara no Korechika.
Fu prolifica nella poesia waka e scrisse numerose opere letterarie in prosa e in versi. Servì nella corte imperiale durante il regno dell'imperatore En'yū e nutriva una profonda ammirazione per la cultura cinese. Durante questo periodo, sposò il reggente Fujiwara no Michitaka e diede alla luce tre figli e quattro figlie tra i quali l'imperatrice Teishi e Korechika.
Intorno al 990, suo marito divenne reggente dell'imperatore Ichijō e suo figlio Korechika salì gradualmente a posizioni governative, per succedere a Michitaka come reggente. Tuttavia, la morte improvvisa di Michitaka nel 995 scatenò una lotta di potere tra Korechika e suo zio Fujiwara no Michinaga, quest'ultimo soppiantò la famiglia di Kishi. Nel 996, a seguito di un incidente che coinvolse Korechika e suo fratello Takaie con l'imperatore in pensione Kazan, l'intera famiglia fu costretta all'esilio nella provincia di Izumo. Kishi pregò che non fosse esiliata, ma senza successo e mentre era in viaggio si ammalò. Nonostante le cure dei suoi figli, morì quello stesso anno. Si ritiene che avesse circa 40 anni quando è morta.

## Poesia
Cinque delle sue poesie furono incluse nelle antologie imperiali dallo Shūi Wakashū in poi. 
La seguente poesia è stata inclusa nell'Ogura Hyakunin Isshu:
(Hyakunin Isshu N° 54 (Shin Kokin Wakashū 13:1149))